# Antonio Caetani (Kardinal, 1566)

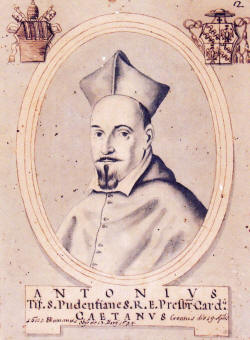
Antonio Kardinal Caetani (Stich des 17. Jhds.)

Kardinalswappen (schematische Darstellung)

Antonio Caetani (der Jüngere) (* 1566 in Rom; † 17. März 1624 ebenda) war ein italienischer Kardinal der Römischen Kirche.

## Leben
Antonio Caetani wurde 1566 in Rom geboren und war der Bruder von Kardinal Bonifacio und Neffe von Niccolò Caetani di Sermoneta, dem ehemaligen Erzbischof von Capua. Zunächst studierte er bei seinem Onkel, Kardinal Enrico Caetani in Rom, später schloss er ein Jurastudium in Bologna und an der Universität Perugia von 1588 bis 1590 an. Seine Rechtsstudien beendete er mit dem Doktorat in utroque iure d. h. sowohl im kanonischen als auch im Zivilrecht am 1. März 1590 und 6. Mai 1596.
1586 empfing Caetani die klerikale Tonsur, anschließend begleitete er seinen Onkel Kardinal Enrico Caetani 1589 auf seiner Nuntiatur nach Frankreich. 1593 erhielt er die niederen Weihen. 1596 begleitete er erneut seinen Onkel Enrico Caetani 1596 auf seiner Nuntiatur nach Polen und absolvierte im Mai 1597 einen offiziellen Besuch in Venedig. Im Jahr 1599 vom Papst zum Geheimen Kammerherrn ernannt, wurde Caetani noch im gleichen Jahr päpstlicher Gesandter in Modena. Seit 1599 war er auch Kommendatarabt der Abtei Nonantola. Im Heiligen Jahr 1600 begleitete Antonio Caetani den Kardinalnepoten Pietro Aldobrandini nach Florenz, um Königin Maria de’ Medici, die Gemahlin von König Heinrich IV. von Frankreich, willkommen zu heißen.
Am 31. August 1605 wurde Caetani von Papst Paul V. zum Erzbischof von Capua ernannt und hatte dieses Amt bis zu seinem Tod inne. Obwohl er 17 Jahre lang Erzbischof war, waren seine Aufenthalte in der Diözese immer nur kurzfristig, da er von 1607 bis 1610 Apostolischer Nuntius am Kaiserhof Rudolfs II. in Prag und von 1611 bis 1618 am spanischen Hof in Madrid war. Er ernannte Felice Siliceo, den ehemaligen Propst von Canosa, zum Generalvikar der Erzdiözese. In den Jahren 1612, 1613 und 1616 machte er Pastoralreisen in seine Erzdiözese. Luigi Caetani wurde zum bischöflichen Koadjutor ernannt und folgte ihm am Tag seines Todes auf den Bischofssitz.
Papst Gregor XV. erhob Antonio Caetani am 19. April 1621 im Konsistorium zur Würde des Kardinalats. Am 17. Mai 1621 erhielt er als Kardinalpriester die Titelkirche Santa Pudenziana.
Kardinal Gaetani starb am 17. März 1624 im Alter von 58 Jahren in Rom und ist in seiner Titelkirche Santa Pudenziana begraben.
Erwähnenswert ist, dass Antonio Caetani ein Mann von großen kulturellen und literarischen Interessen war. Er selbst schrieb satirische Gedichte und war Autor einer Theateroper. Zudem fungierte er als Förderer der Accademia degli umoristi di Roma (Akademie der Humoristen von Rom).